# Francesco Maurolico
Francesco Maurolico (Messina, 16 settembre 1494 – Messina, 22 luglio 1575) è stato un matematico, astronomo e storico italiano.

## Biografia
Francesco Marulì nacque a Messina nel 1494 da Antonio Marulì (o “Mauroli”, come talvolta viene riportato il cognome), maestro di zecca che, nella città siciliana, era stato discepolo della prestigiosa scuola dell’umanista neoplatonico Costantino Lascaris. 
Il giovane Marulì fu quindi educato dal padre (e da altri due precettori, anch’essi allievi del Lascaris: Francesco Faraone e Giacomo Genovese), secondo un’impostazione “lascariana” di cui è ravvisabile l’influenza.
Nel 1534 Francesco Marulì cambiò il proprio cognome in Mauro Lyco (dal significato di “lupo occulto”), dopo aver adottato per otto anni, ininterrottamente, quello di Mauro Lycio (“Apollo occulto”) facendo parte di un’accademia messinese.
Avendo ottenuto già nel 1521 l’ordinazione sacerdotale e, conseguentemente, qualche beneficio ecclesiastico, fu nominato nel 1550 abate del monastero di Santa Maria del Parto a Castelbuono da Simone Ventimiglia marchese di Geraci, del Maurolico allievo e mecenate.

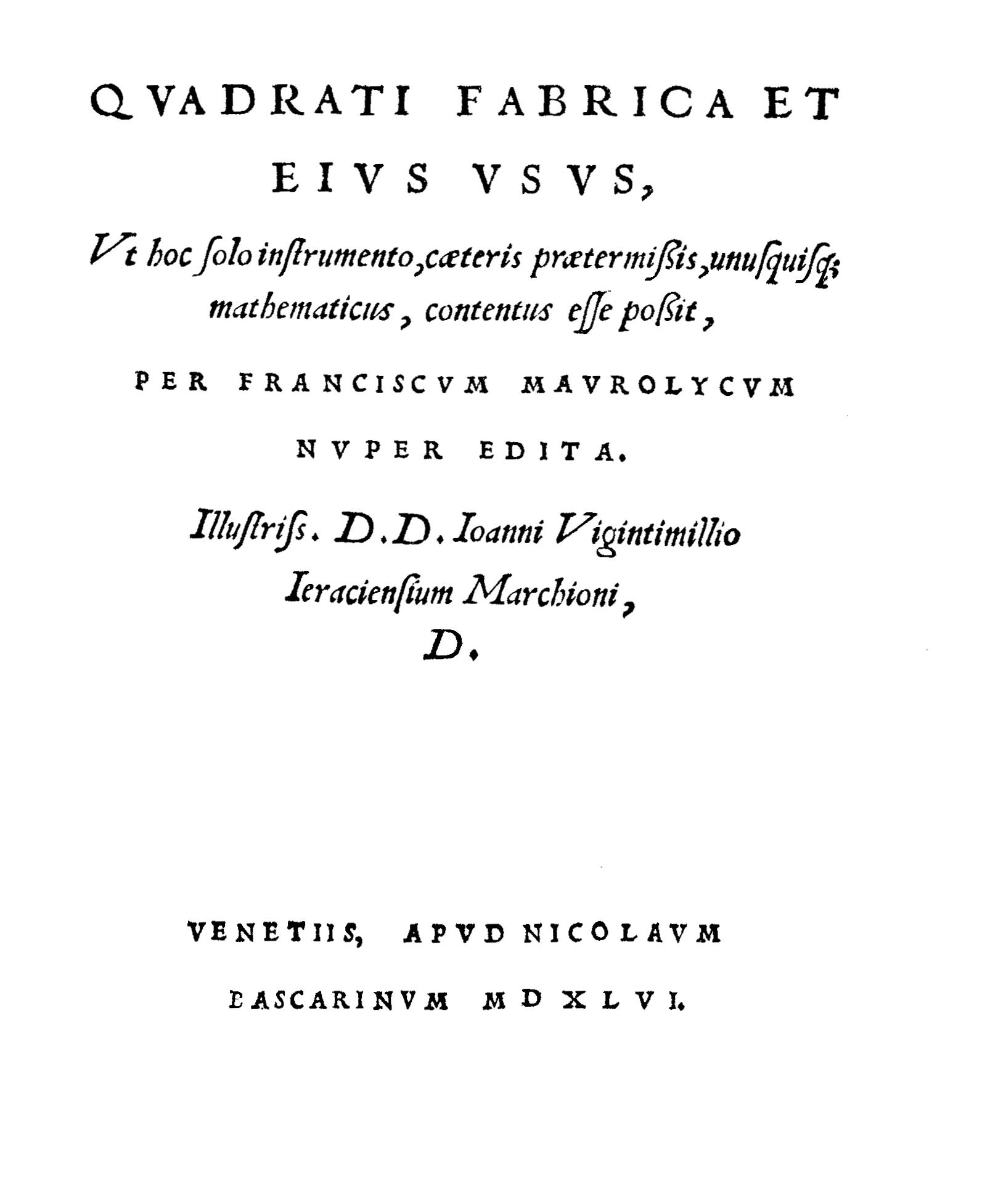
Quadrati fabrica et eius usus, 1546

Fu un famoso matematico, astronomo, architetto, storico e scienziato e, come umanista, raggiunse la notorietà già nel terzo decennio del Cinquecento quando, in occasione della venuta di Carlo V a Messina (in seguito alla conquista di Tunisi del 1535), compose i versi incisi sugli apparati trionfali, progettati da Polidoro Caldara da Caravaggio.
Intuì e sviluppò il principio di induzione matematica, studiò metodi per la misurazione della Terra, fece osservazioni astronomiche (come quella della supernova apparsa nella costellazione di Cassiopea), fornì le carte geografiche alla flotta cristiana in partenza dal porto di Messina per la Battaglia di Lepanto, collaborò con lo scultore Giovanni Angelo Montorsoli nella creazione di due delle più belle fontane monumentali del Cinquecento (quella di Orione e quella del Nettuno), fornendo i distici latini incisi su entrambi i monumenti e realizzando, probabilmente, gran parte della complessa iconografia neoplatonico-alchemica della fonte d’Orione. Vasta fu la sua ricerca in molte discipline scientifiche, e corposa la sua opera manoscritta e quella delle pubblicazioni a stampa (molte edite postume).
Uno dei più antichi crateri degli altopiani meridionali della Luna, il cratere Maurolycus dal diametro di circa 114 km, è stato così denominato in suo onore dall'astronomo gesuita Giovan Battista Riccioli nel 1651.
Morì nel 1575 di morte naturale, durante un’epidemia di peste a causa della quale il matematico s’era ritirato in contrada Annunziata: una zona collinare a nord del centro abitato di Messina, dove i Marulì possedevano una villa familiare che, probabilmente, in passato aveva ospitato talvolta l’accademia messinese di cui lo scienziato-umanista aveva fatto parte.
A Messina, in suo onore sono stati nominati il Liceo Ginnasio Statale F. Maurolico e la piazza Francesco Maurolico antistante al tribunale della città.

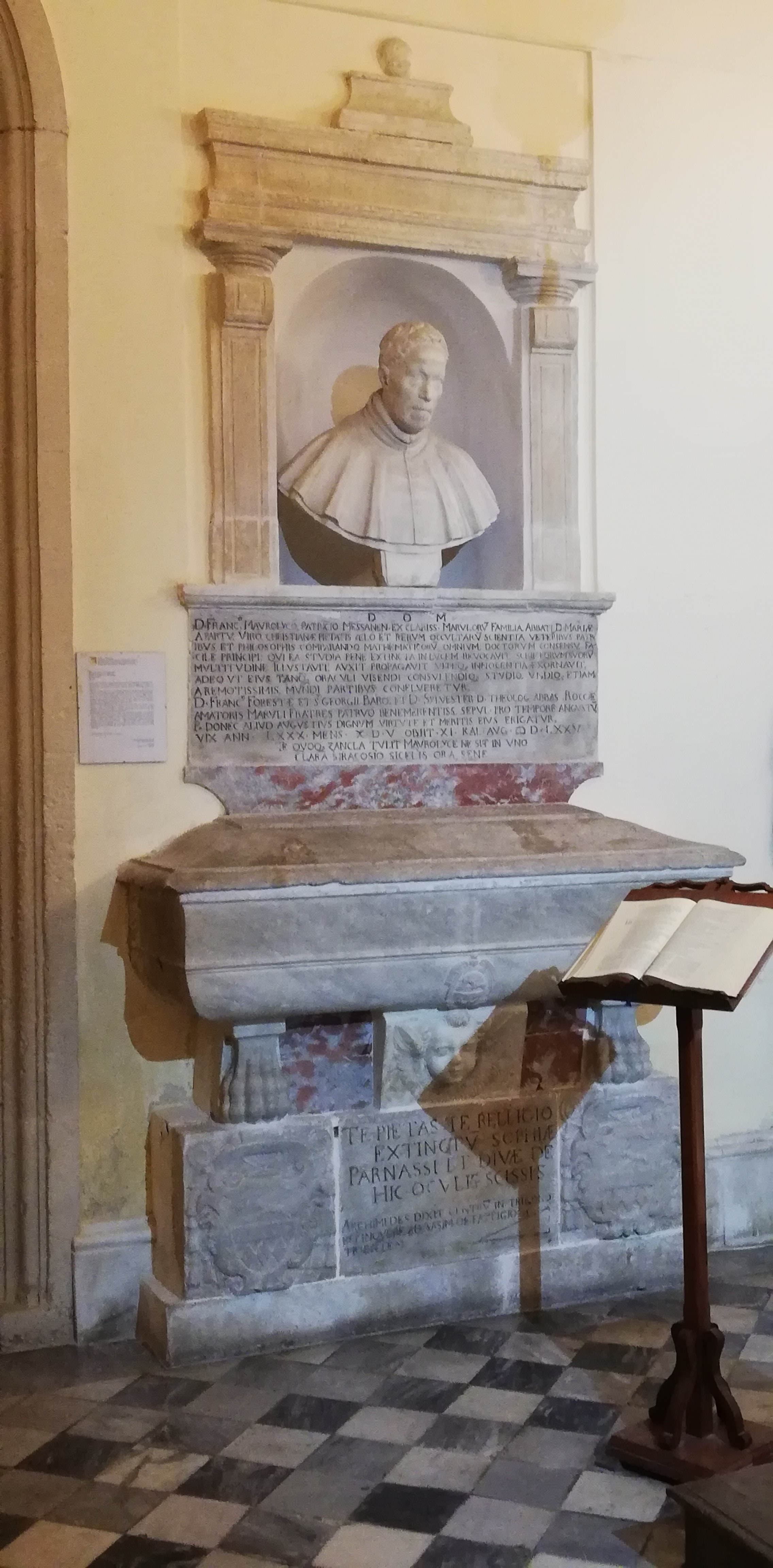
Sepolcro a la chiesa di San Giovanni di Malta (Messina)

È sepolto nella Chiesa di San Giovanni di Malta e dei martiri Placido e compagni (sita accanto alla Villa Mazzini a Messina), dove i nipoti Francesco e Silvestro Maurolico fecero erigere un artistico sarcofago marmoreo, corredandolo del mezzobusto dello zio scienziato e dello stemma mauroliciano con il lupo e la stella Sirio.

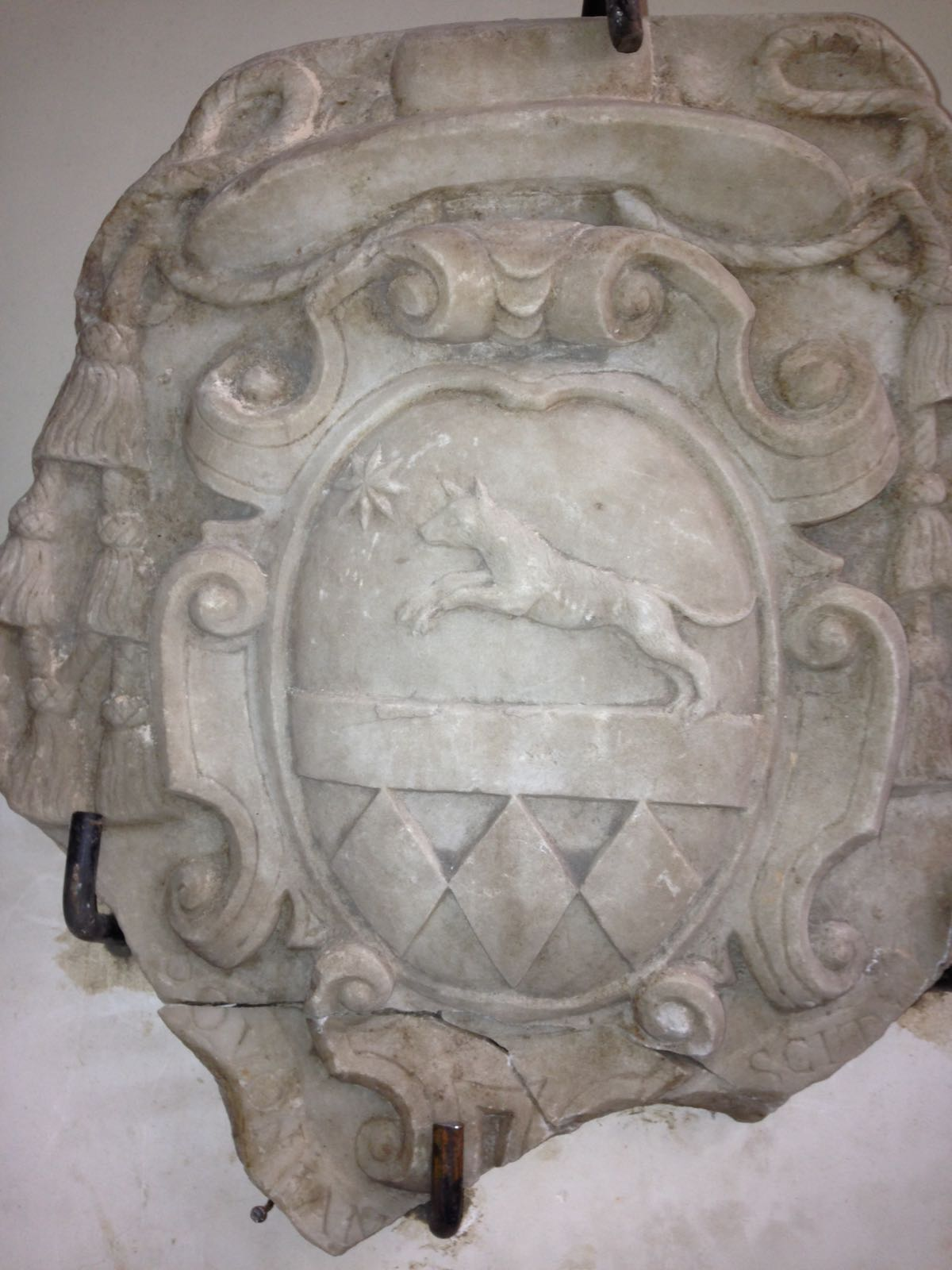
Lo stemma del Maurolico, con il lupo e la stella Sirio

## Opere
- (LA) Quadrati fabrica et eius usus, Venetiis, Niccolò Bascarini, 1546.
- (LA) Cosmographia, Venezia, eredi Lucantonio Giunta (1.), 1543.
- (LA) Cosmographia, Paris, Guillaume Cavellat, 1558.
- (LA) Photismi de lumine et umbra ad perspectivam et radiorum incidentiam facientes, Napolo, Tarquinio Longo, 1611.
- (LA) Problemata mechanica cum appendice et ad magnetem et ad pixidem nauticam pertinentia, Messina, Pietro Brea, 1613.
  - Lugduni: apud Batholomæum Vincentium, 1613
- Grammaticorum rudimentorum libelli sex, Messanae in freto Siculo: impressit Petrutius Spira, 1528 mense augusto.
- Cosmographia in tres dialogos distincta: in quibus de forma, situ, numeroque tam coelorum quam elementorum, alijsque rebus ad astronomica rudimenta spectantibus satis disseritur, Venetiis: apud haeredes Lucaeantonii Iuntae Florentini, 1543.
  - Parisijs: apud Gulielmum Cauellat, in pingui gallina ex aduerso Collegij Cameracensis, 1558.

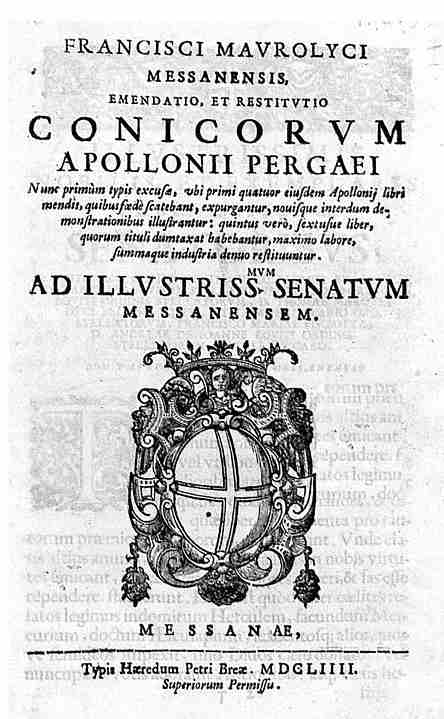
Francesco Maurolico, Conica di Apollonio di Perga, edizione del 1654

- Rime, Messanae apud Petrum Spira, 1552
- Vita Christi Salvatoris eiusque matris sanctissime: senariis rhithmis correcta multisque additionibus necessariis illustrata. Gesta apostolorum et sanctorum nuper eodem rhytmorum genere composita, in Venetia: per Agustino Bindoni, 1555.
- Theodosii Sphaericorum elementorum libri 3. ex traditione Maurolyci Messanensis mathematici; Menelai Sphaericorum lib. 3. ex traditione eiusdem; Maurolyci Sphaericorum lib. 2; Autolyci De sphaera, quae movetur liber; Theodosii De habitationibus Euclidis Phaenomena breuissime demonstrata; Demonstratio & praxis trium tabellarum scilicet sinus recti, foecundae, & beneficae ad sphaeralia triangula pertinentium. Compendium mathematicae mira breuitate ex clarissimis authoribus; Maurolyci de sphaera sermo, Messanae in freto Siculo: impressit Petrus Spira, mense Augusto 1558.
- Sicanicarum rerum compendium, Messanae in freto Siculo: impressit Petrus Spira, mense Octobri 1562 (copertina anche su notes9.senato.it)[8]
  - Messanæ: typis Don Victorini Maffei, 1716 (on-line).
- Martyrologium, multo quam antea purgatum, et locupletatum. In quo addita sunt civitatum ac locorum nomina, in quibus sancti martyres passi sunt atque eorum corpora in praesentiarum requiescunt, cum indice locupletissimo, Venetiis: in officina Lucae Antonij Iuntae, 1568.
  - Martyrologium secundum morem Sacrosanctæ Romanæ & universalis Ecclesiæ, multo quam antea purgatum, & locupletatum. In quo addita sunt ciuitatum ac locorum nomina, in quibus sancti martyres passi sunt: atque eorum corpora in præsentiarum requiescunt. Lectiones ad absolutionem capituli in fine primæ, & responsoria breuia, & versus ad horas per totum annum, nuper sunt addita, Cum indice locupletissimo, Venetiis: apud Iuntas, 1576.
- Arithmeticorum libri duo, nunc primum in lucem editi, cum rerum omnium notabilium. Indice copiosissimo, Venetiis: apud Franciscum Franciscium Senensem, 1575.
- Opuscula mathematica, Venetiis: apud Franciscum Franciscium Senensem, 1575.
- Emendatio, et restitutio conicorum Apollonij Pergaei nunc primum typis excusæ, vbi primi quatuor eiusdem Apollonij libri mendis, quibus fœdè scatebant, expurgantur, nouisque interdum demonstrationibus illustrantur: quintus verò sextusue liber, quorum tituli dumtaxat habebantur, maximo labore, summaque industria denuo restituuntur, Messanae: typis hæredum Petri Breæ, 1654.
- Scritti inediti di Francesco Maurolico, pubblicati dal prof. Federico Napoli, Roma: Tip. delle scienze matematiche e fisiche, 1876.
- Tractatus per epistolam ad Petrum Gillium de piscibus siculis, codice manu auctoris exarato, Aloisius Facciolà nunc primum edidit, Panormi: apud Ignatium Virzì, 1893.
- Maurolyci abbatis Prologi sive sermones quidam de divisione artium, de quantitate, de proportione, edidit Gratianus Beellifemine, Molfetta 1968.
- Le sezioni coniche di Maurolico, a cura di Rocco Sinisgalli, Salvatore Vastola, Fiesole 2000.
- Francisci Maurolyci. Opera mathematica: per una edizione nazionale, Pisa 2007.